# Gian Franco Rosales
Gian Franco Rosales es un activista LGBT y militante del Proyecto Nacional y Popular en Agrupación Eva Perón de Avellaneda. Coordinó el área de Hombres Trans de la Asociación de Travestis, Transexuales y Transgéneros de Argentina (ATTTA) desde el 11 de noviembre de 2011 hasta el 1 de enero de 2018 cuando asumió como Vicepresidente . Su mentora fue la embajadora de la Ley de Identidad de Género, Claudia Pia Baudracco.

## Historia
Nacido el 2 de octubre de 1986 en la ciudad de Avellaneda, provincia de Buenos Aires. Proviene de una familia evangélica, lo que dificultó su construcción de hombre trans durante su adolescencia.
En el año 2011 comenzó su amparo para obtener su DNI con su identidad con la Federación Argentina LGBT, donde conoció un grupo de hombres trans con los que empezó a trabajar más activamente. En noviembre de 2011, marchó por primera vez con sus compañeros junto a ATTTA, siendo ese el inicio de su activismo activo. Fue cofundador del espacio de hombres trans dentro de ATTTA. 
Participó de los diferentes debates previos a la sanción de la Ley de Identidad de Género N°26.743, obtuvo su partida de nacimiento y DNI rectificados el 4 de junio de 2012, día en que entró en vigencia dicha ley acompañado por autoridades de la Universidad Nacional de Avellaneda donde cursó la carrera de Ingeniería en Informática.
Trabajó como Referente de Diversidad de la Secretaria de Política Social y Desarrollo Humano de la Municipalidad de Avellaneda cumpliendo tareas como por ejemplo: capacitador y sensibilizador dentro del ámbito municipal y en instituciones y/u organizaciones de la sociedad civil. 
El 18 de marzo de 2016 fue nombrado Director de Diversidad a través de un decreto emitido por el Intendente Municipal Ing. Jorge Ferraresi donde también creaba dicha dirección, siendo de esta manera el primero hombre trans en asumir como funcionario en Latinoamérica y el Caribe. 
La Dirección de Diversidad se encuentran bajo la órbita del Observatorio Social de Políticas Públicas del municipio cuya presidenta es la Diputada Nacional por la Provincia de Buenos Aires Arq. Magdalena Sierra. 
Asimismo continuó su trabajo ampliando la red nacional de ATTTA con referentes de hombres trans en diferentes provincias y ciudades.